# College of Engineering Trivandrum
Das College of Engineering Thiruvananthapuram (TVM, bekannt als CET) ist eine Hochschule mit Sitz in Thiruvananthapuram (Indien).

## Geschichte
1939 wurde das College of Travancore University durch den Maharaja von Travancore, Chithira Thirunal Balarama Varma gegründet.

## Fakultäten
- Civil Department
- Electrical and Electronics Department
- Electronics and Communication Engineering
- Mechanical Engineering
- Architecture
- Computer  Science and Engineering